# Iglesia de San Roque (Venecia)
La iglesia de San Roque (del italiano: Chiesa di San Rocco) es un edificio religioso situado en Campo San Rocco, en el sestiere de San Polo en Venecia (Véneto, Italia). En la misma plaza se encuentra también la Scuola Grande di San Rocco, destacada por sus numerosas pinturas obra de Tintoretto.

## Historia
Diseñada por Bartolomeo Bon el Joven, se construyó entre 1478 y 1494. San Roque de Montpellier, cuyas reliquias descansan en la iglesia, fue declarado un santo patrón de la ciudad en 1576. Cada año, en su fiesta (16 de agosto), el dogo de Venecia hacía una peregrinación a la iglesia.
A partir de 1726 la iglesia fue completamente reformada por Giovanni Antonio Scalfarotto, que conservó el viejo ábside y la cúpula. Entre 1765 y 1771 Bernardino Maccaruzzi reedificó enteramente la fachada proponiendo un modelo en barroco tardío, similar a la fachada de la vecina Scuola Grande. Del edificio construido por Bon en 1489 se puede ver ahora el antiguo portal y el rosetón que guardan en la Scuola.

## Características
La fachada está decorada con estatuas de Giovanni Marchiori. Gerard dejó de lado Csanád (Gerardo Sagredo) y Gregorio Barbarigo; el lado derecho, Lorenzo Giustiniani y Pedro Orseolo. En el centro encima de la puerta: San Roque cura las víctimas de la plaga de Giovanni Maria Morlaiter.

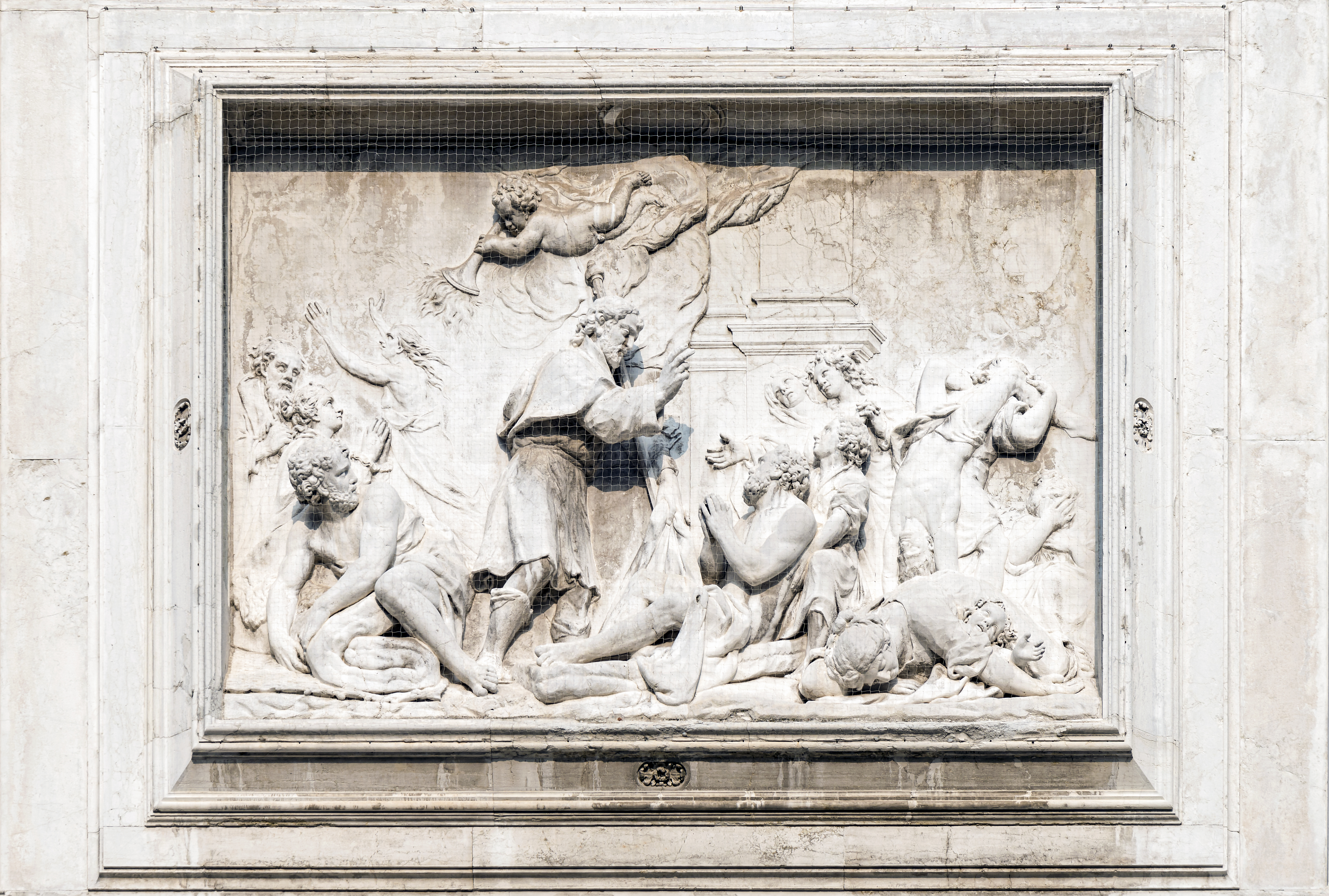
San Roque cura las víctimas de la plaga, de Giovanni Maria Morlaiter.
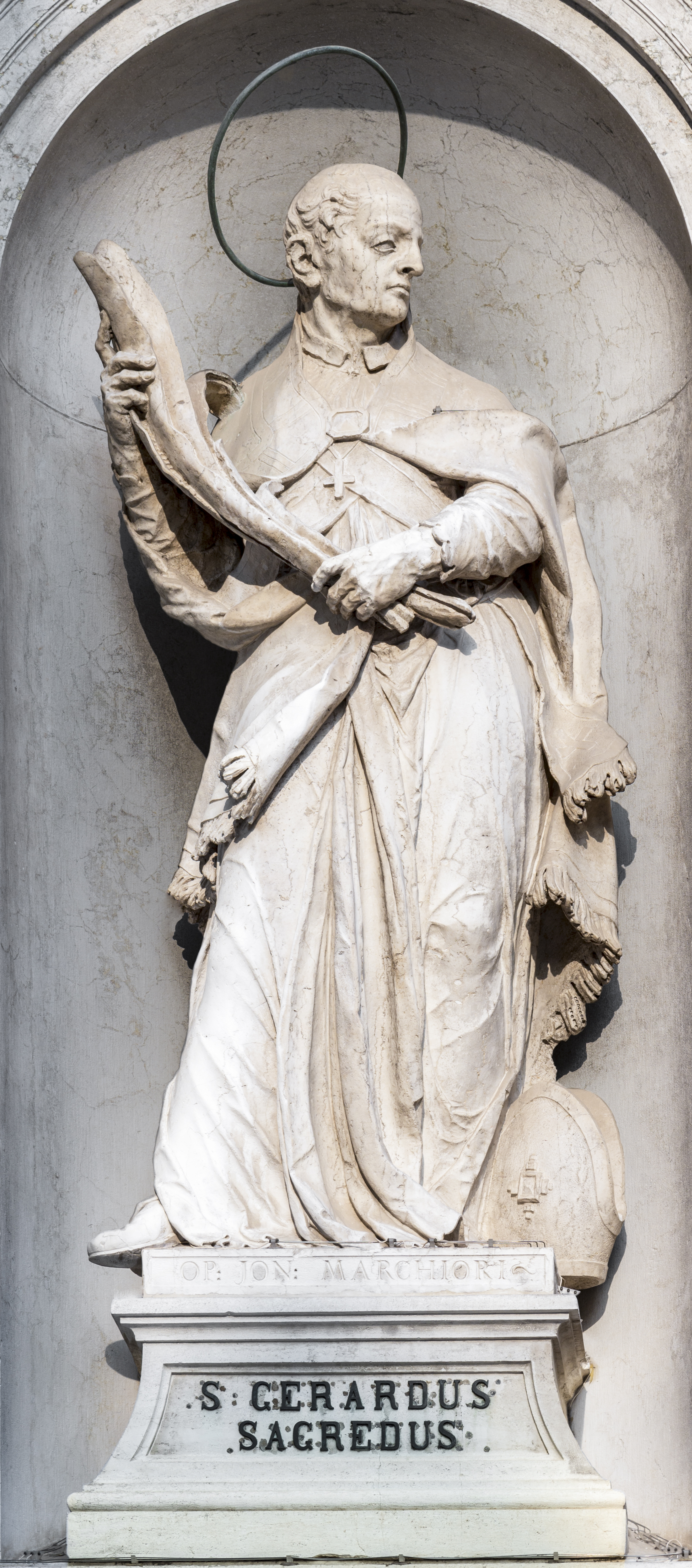
Gerardo Sagredo.
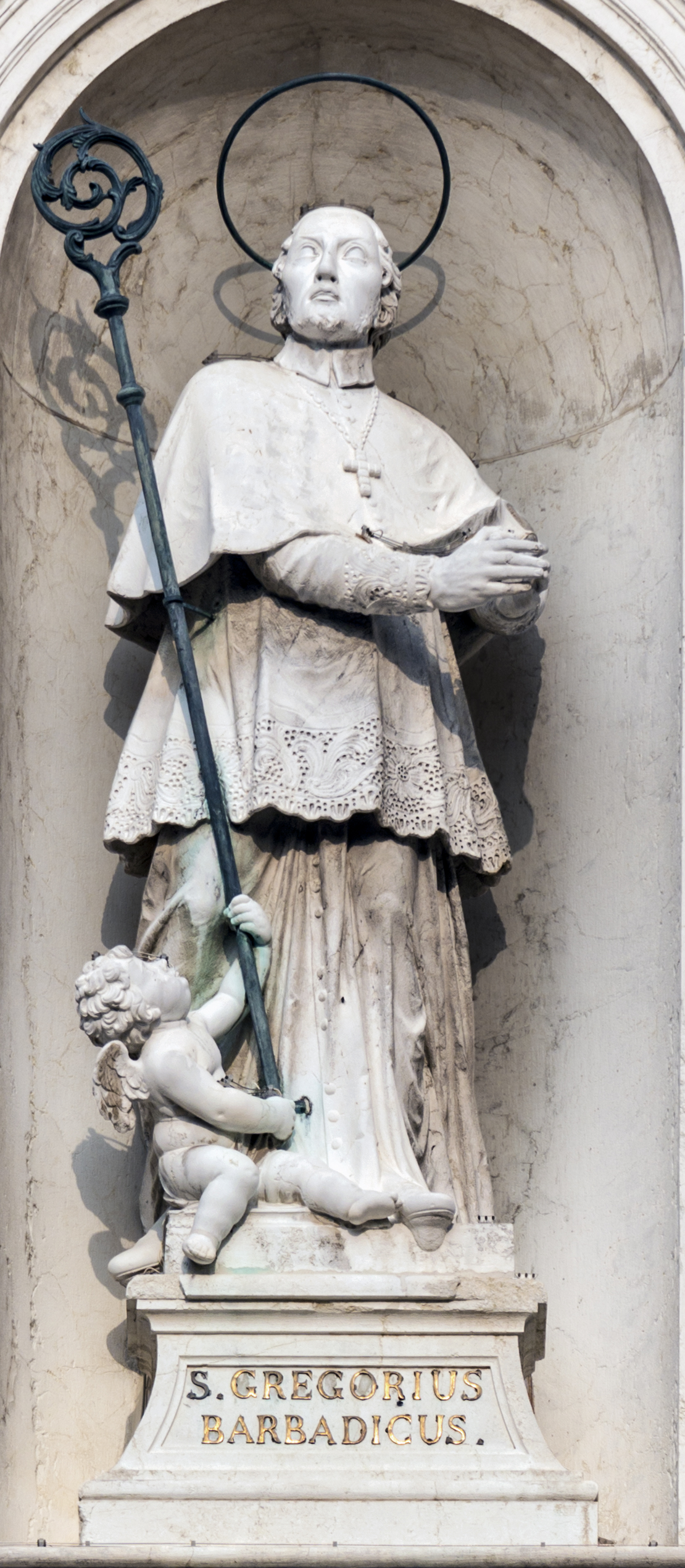
Gregorio Barbarigo.
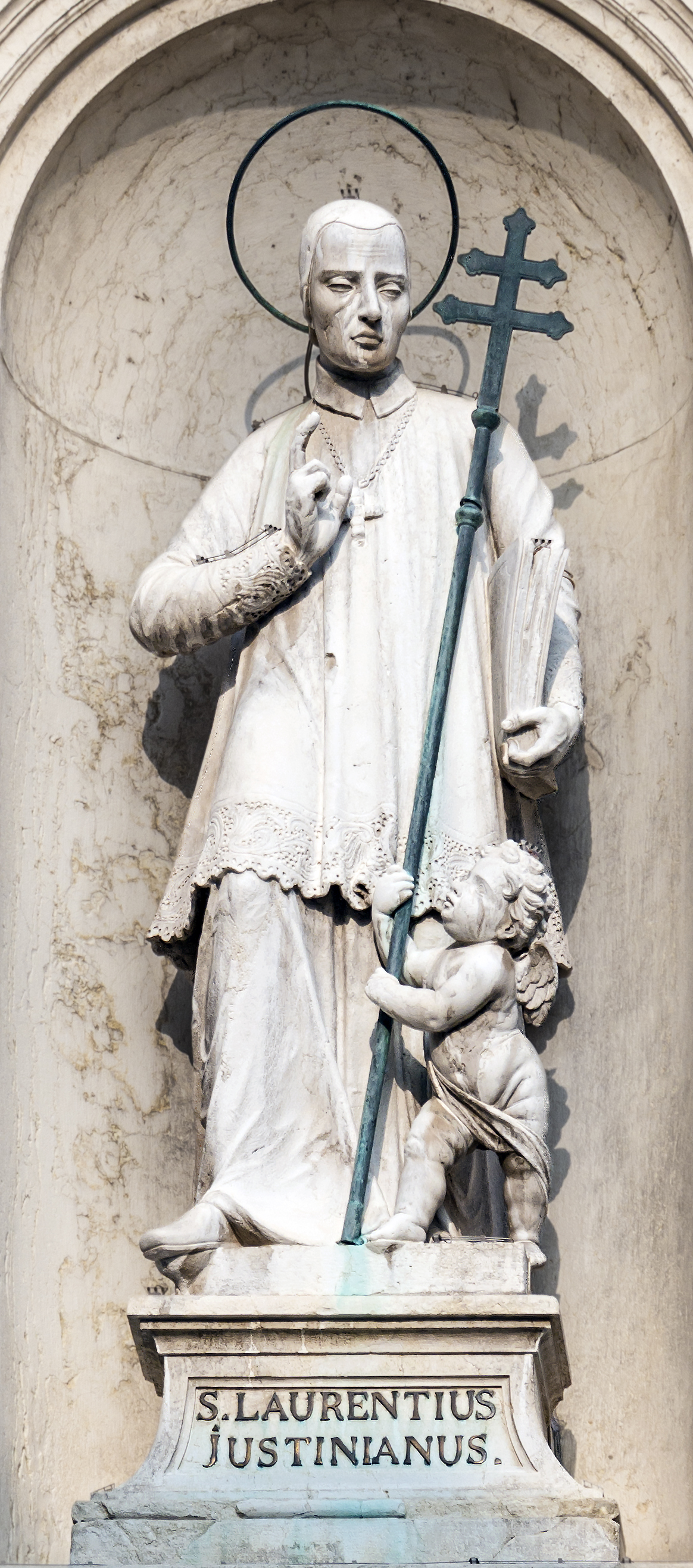
Lorenzo Giustiniani.
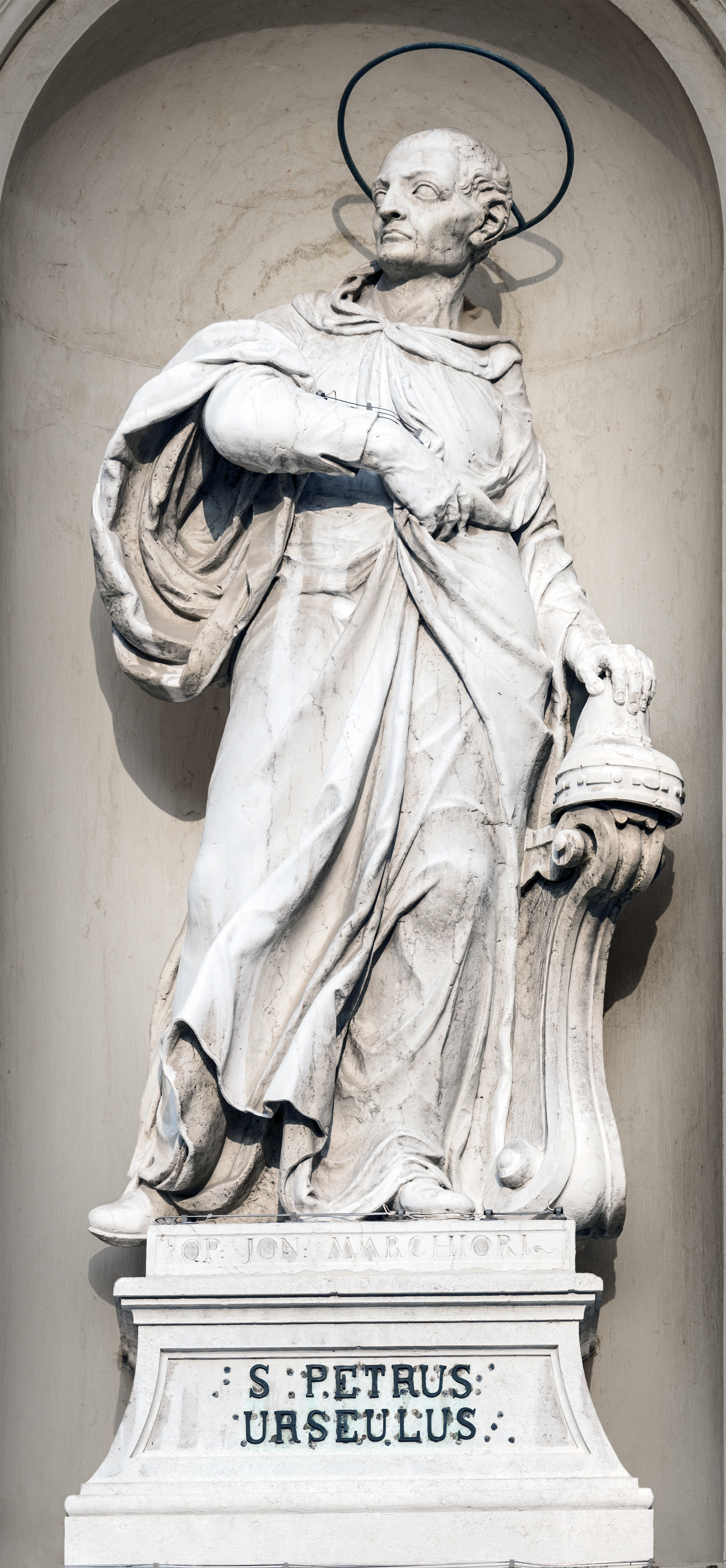
Pedro Orseolo.

El interior de la iglesia destaca por las pinturas de Tintoretto que pueden verse en el presbiterio con escenas de la vida de San Roque:
- Anunciación y San Roque presentado al Papa en la pared occidental.
- San Roque llevado a prisión (atribuido) y La piscina de Bethesda en la pared meridional de la nave.
- San Roque curando a las víctimas de la plaga, San Roque reconfortado por un ángel, San Roque en la soledad y San Roque curando a los animales (atribuido) en la verja.

Además tiene más obras de valía, como:
- Monumento a Pellegrino Baselli Grillo (1517) y la estatua de San Rocco, de Bartolomeo Bon;
- San Martino e San Cristoforo del  Pordenone cuelgan del muro septentrional de la nave;
- Cristo scaccia i mercanti dal tempio y La carità di San Rocco de Giovanni Antonio Fumiani;
- Sant'Elena che ritrova il legno della croce y San Francesco di Paola resuscita un bimbo morto de Sebastiano Ricci;
- Annunciazione de Francesco Solimena;
- Il miracolo di Sant'Antonio de Francesco Trevisani;
- Órgano de 1742, de Pietro Nachini, renovado en 1768 por Gaetano Callido, presenta en el coronamiento estatuas de Giovanni Marchiori.

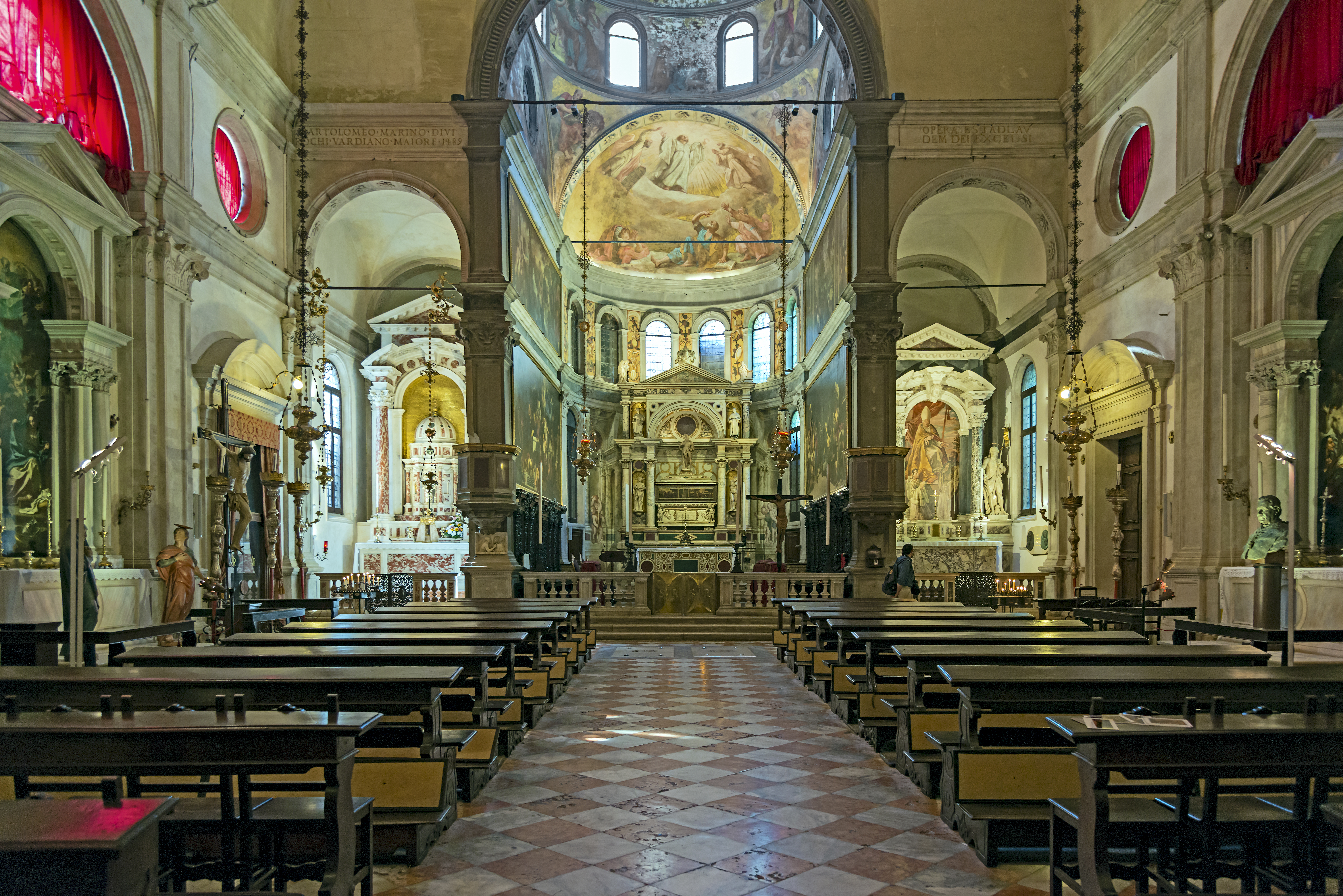
Interior.
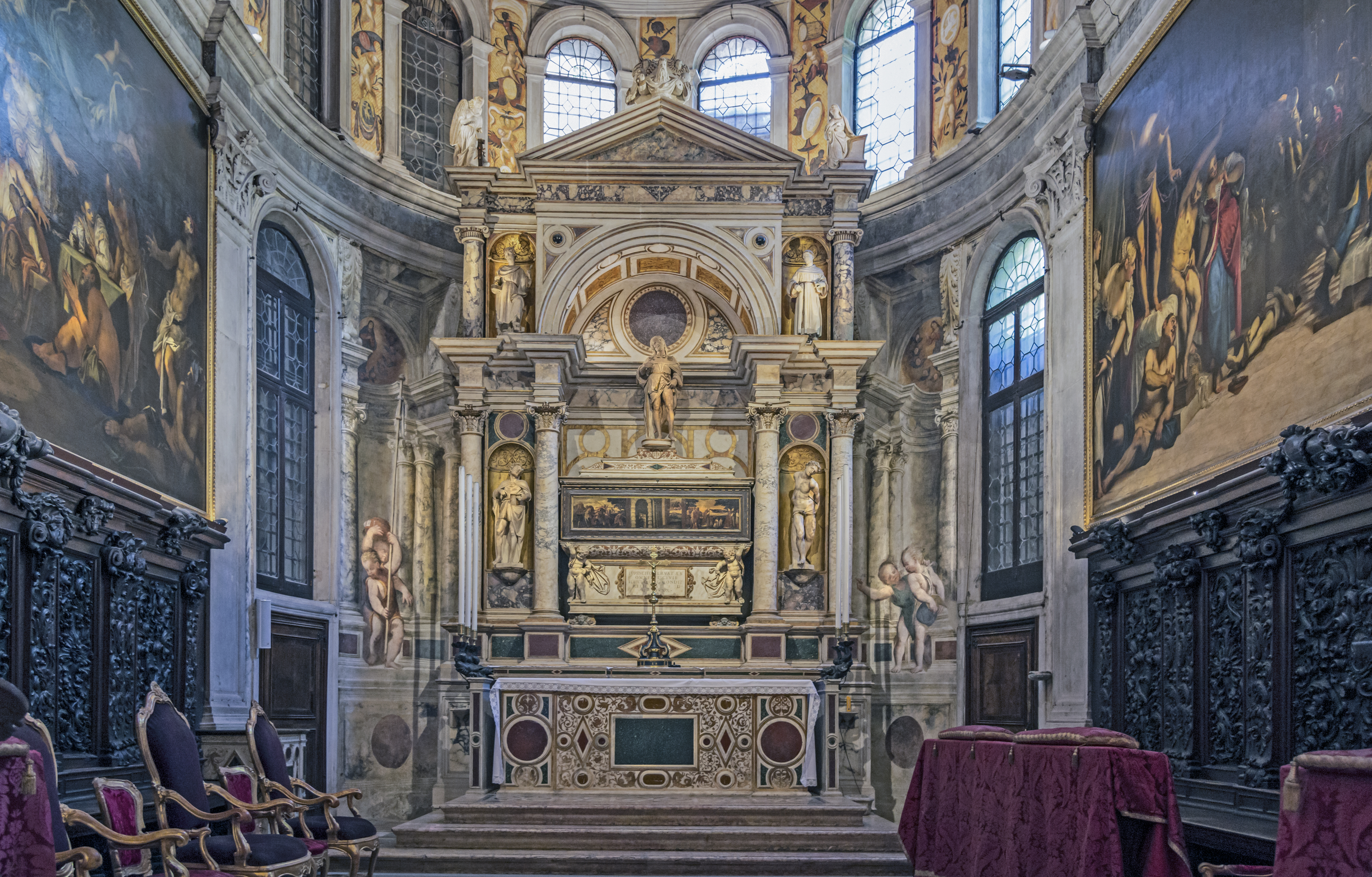
El altar mayor (1517-1524) Venturino Fantoni.
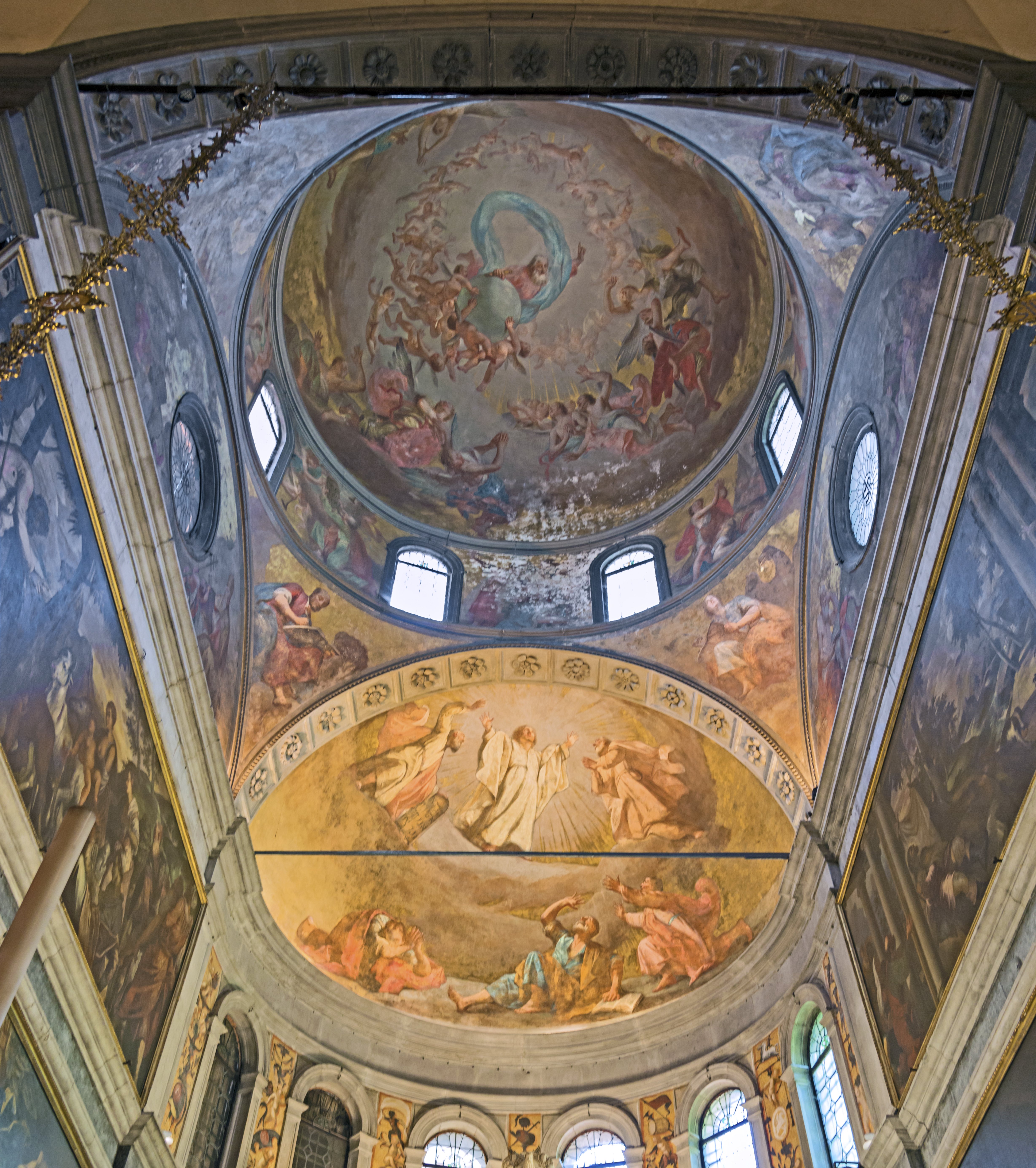
La cúpula y el ábside Había decorado por Pordenone en 1528.
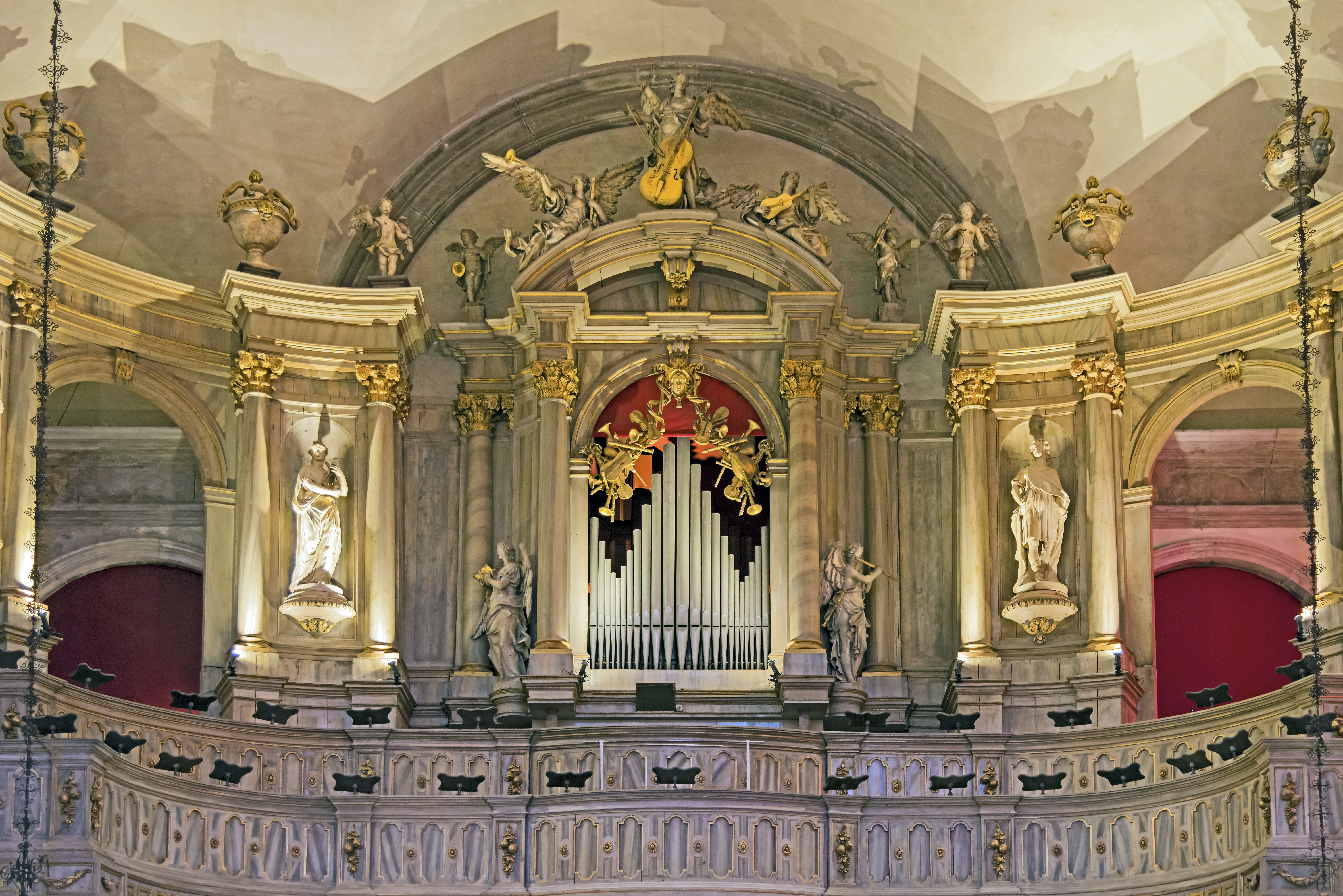
Órgano de 1742.
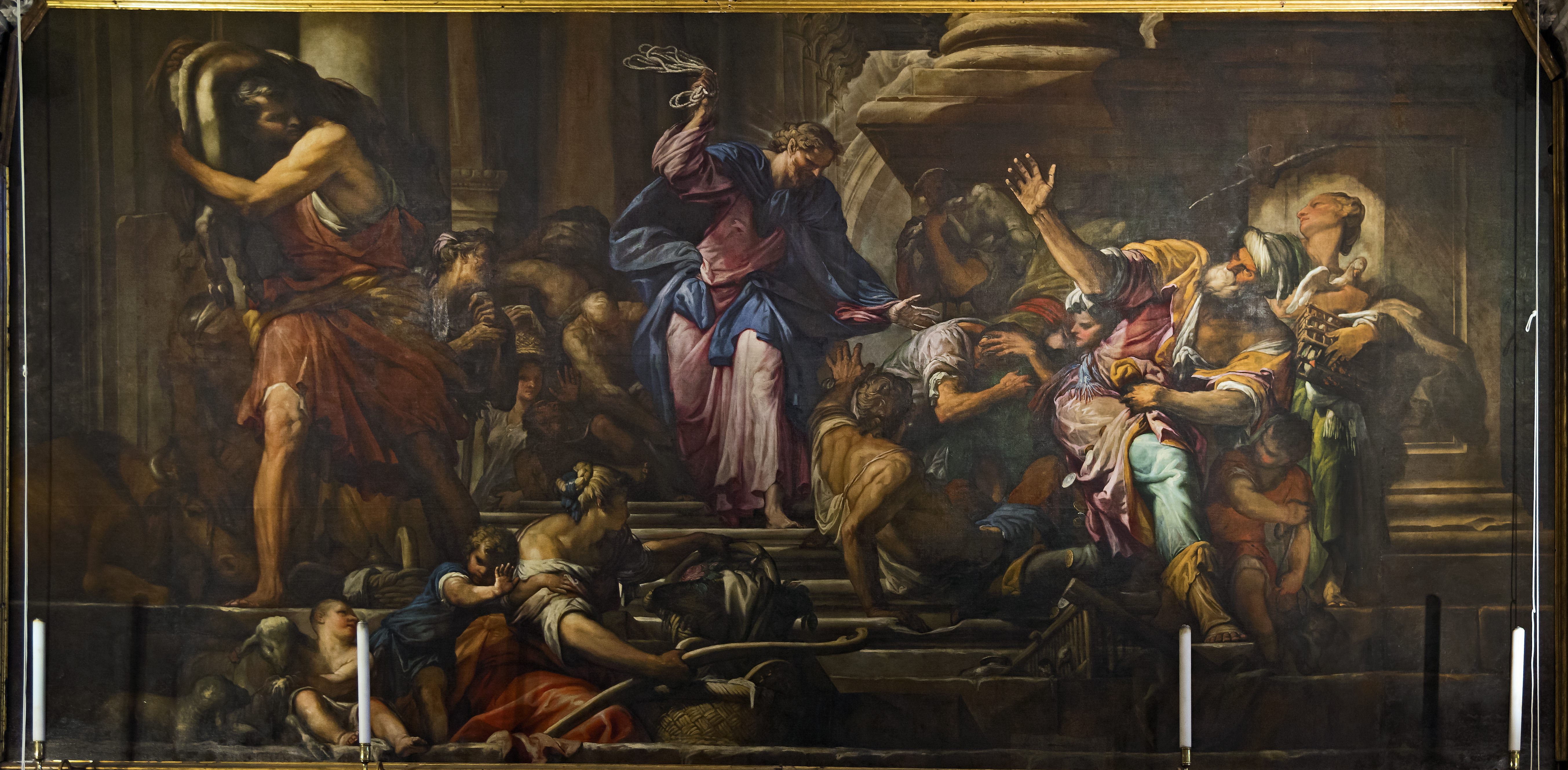
"Cristo expulsando a los mercaderes del templo" de Fumianidi.